# Autogire

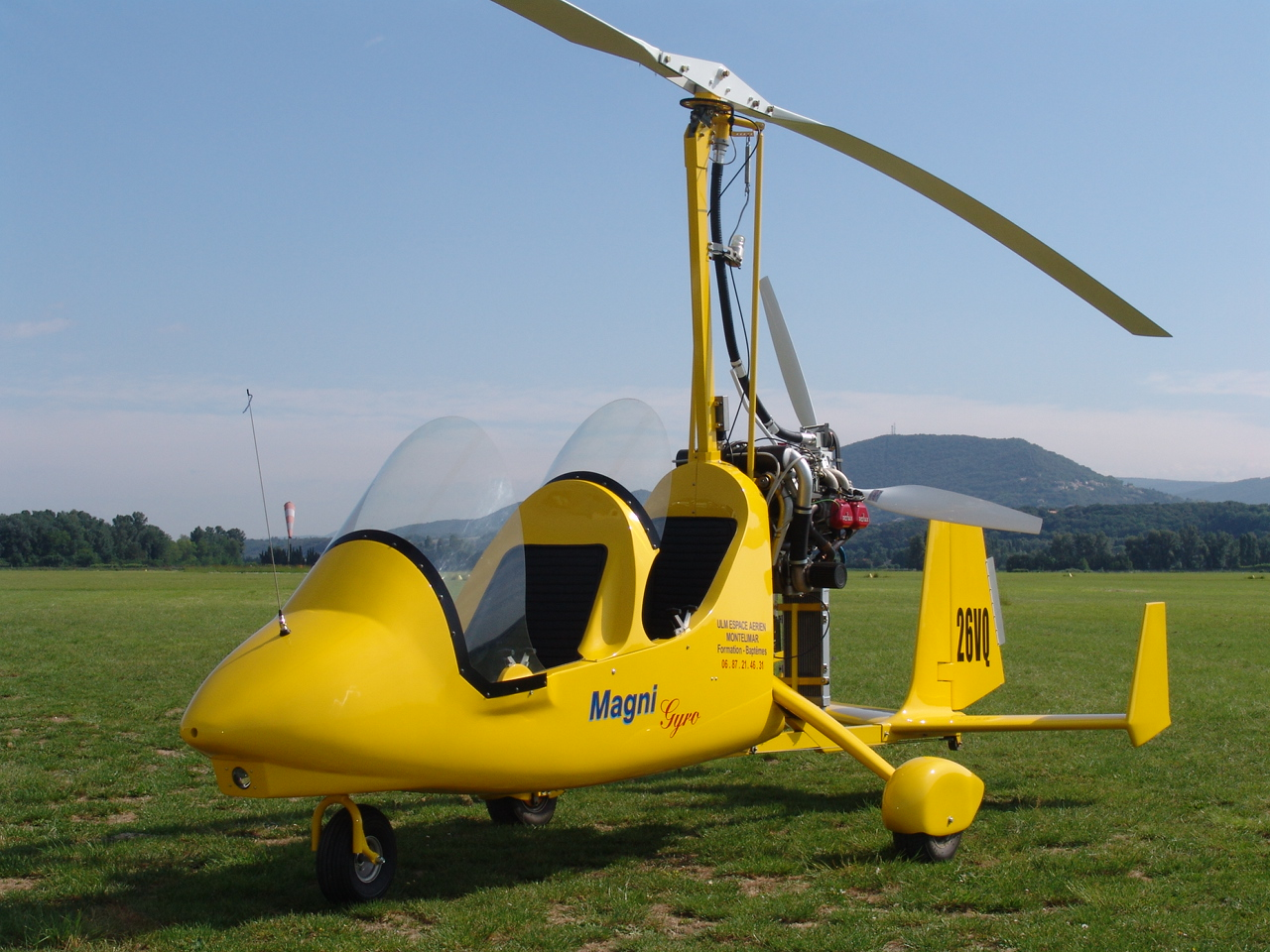
ULM Autogire Magni M16.

L'autogire (parfois écrit autogyre) est un aéronef dont une voilure tournante libre assure la sustentation et dont la propulsion est assurée par une hélice entraînée par un moteur.
Inventé en 1923 par l'Espagnol Juan de La Cierva, ce concept a connu un essor important dans les années 1930.
En France, il fait partie des ULM (ultra-légers motorisés).

## Terminologie
Son inventeur en 1923, l'Espagnol Juan de La Cierva, l'a nommé « autogiro ». Il est parfois appelé « gyrocoptère », par calque de l'appellation anglaise « gyrocopter ». L'orthographe « autogyre », bien que rappelant l'étymologie grecque et latine (gyrare, « tourner en rond ») est absente de la 9e édition du Dictionnaire de l'Académie française.

## Présentation

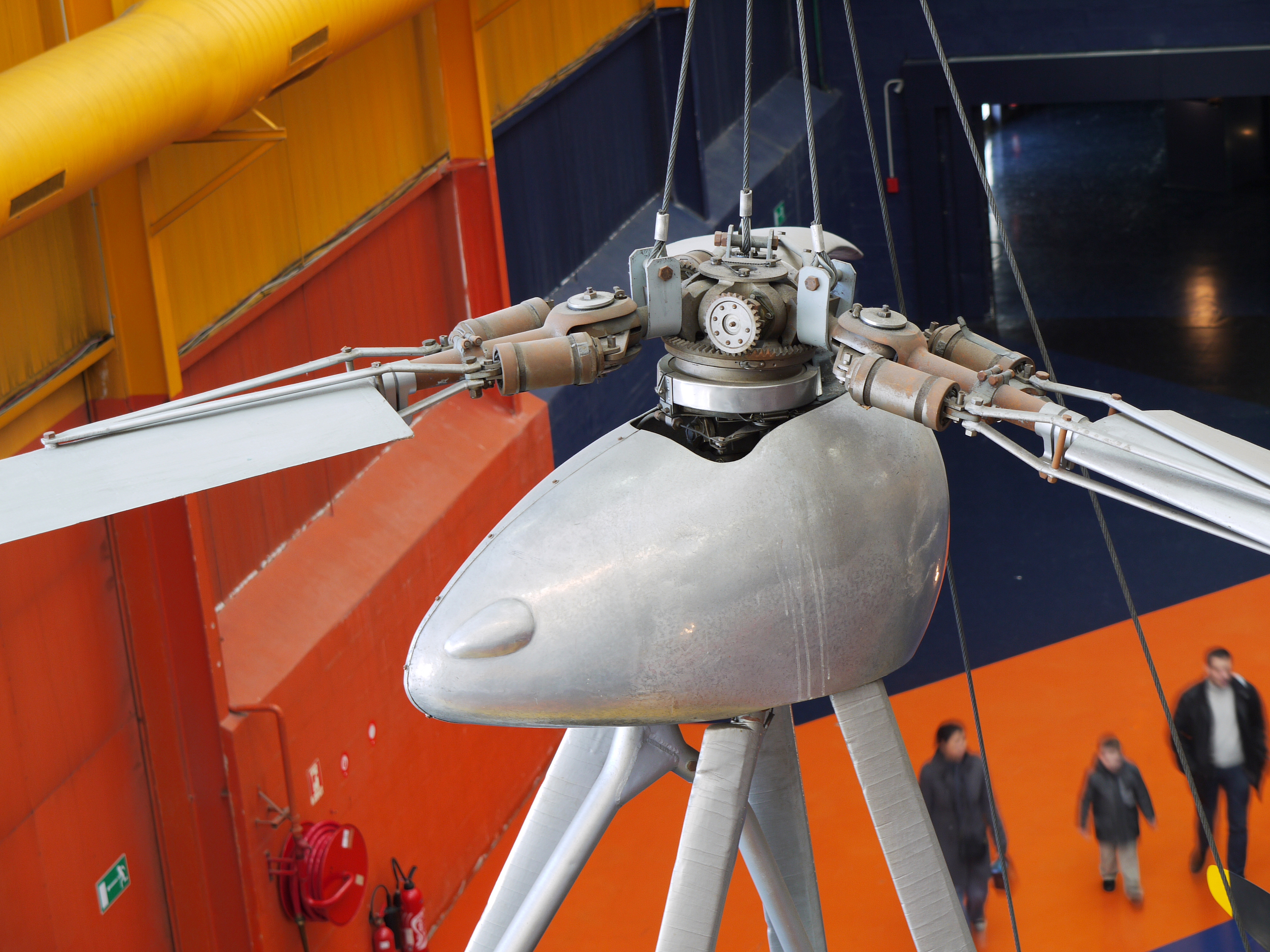
Détail de la tête du rotor d'un autogire Lioré et Olivier C-302 (1939) conservé au musée de l'Air et de l'Espace du Bourget.

Un autogire est un aérodyne qui ressemble à un hélicoptère. L'appareil est sustenté par son rotor principal libre en rotation, dont le disque rotor relevé vers l'avant crée la portance. Il est propulsé par une hélice entraînée par un moteur. La direction est assurée par une gouverne et par l'inclinaison latérale du plan du rotor en virage.
Le rotor possède des libertés de mouvement pour assurer le fonctionnement de l'appareil. Les autogires sont réputés très stables en vol (inertie gyroscopique du rotor) à condition que leur pilotage respecte les plages de manœuvre autorisées. Leur pilotage est différent de celui d'un avion.
Pour décoller, les pales du rotor peuvent être momentanément couplées au moteur qui entraîne normalement l'hélice de propulsion. Lorsque le rotor a atteint une vitesse suffisamment importante, le système est débrayé et le rotor tourne alors en autorotation sous l'effet du vent relatif provoqué par la vitesse.
Les autogires ont été brièvement utilisés avant la mise au point de l'hélicoptère. Longtemps délaissés au profit des hélicoptères, car l'autogire ne pouvait pas voler de manière stationnaire et avait besoin de plus de place pour décoller, les autogires furent oubliés. Ils furent réintroduits dans les années 1950 par l'Américain d'origine russe Igor Bensen (en) alors que seuls des passionnés utilisaient ces engins pour leurs loisirs.
L'évolution des techniques (matériaux composites, moteurs puissants et légers) a contribué à la faisabilité des autogires. Ils reviennent sur le devant de la scène grâce à leur maniabilité, leur faible encombrement et leur faible coût global de fonctionnement rapporté à celui d'un hélicoptère. La production d'autogire va du simple engin monoplace, au prototype militaire pouvant transporter une charge importante. Ils sont surtout utilisés pour l'observation et les loisirs.

## L'autogire et l'hélicoptère
Contrairement à un hélicoptère, le rotor libre d'un autogire n'est pas actionné par un moteur, il est entraîné par le vent relatif provenant de l'avant par la vitesse donnée par le moteur, lorsque l'appareil est en translation. L'appareil est propulsé par une hélice entraînée par un petit moteur placée à l'arrière ou à l'avant de la cellule. Lorsque l'autogire effectue une auto-rotation verticale, le moteur est au ralenti voire coupé, et c'est par le dessous du rotor que le vent relatif entraîne le rotor et assure la rotation nécessaire à la sustentation. En conséquence, l'autogire est incapable de vol stationnaire, hormis dans les conditions de vent de plus de 50/60 km/h où, selon son poids, il lui est possible, en utilisant son propulseur et en se mettant face au vent, d'effectuer un vol stationnaire, cela par rapport au sol et non pas par rapport à la masse d'air. Il peut monter et descendre presque à la verticale et effectuer des atterrissages et des décollages sur de très courtes distances.
La charge emportée par un hélicoptère est très supérieure à celle d'un autogire, du fait que son rotor est entrainé par le moteur.

## Historique

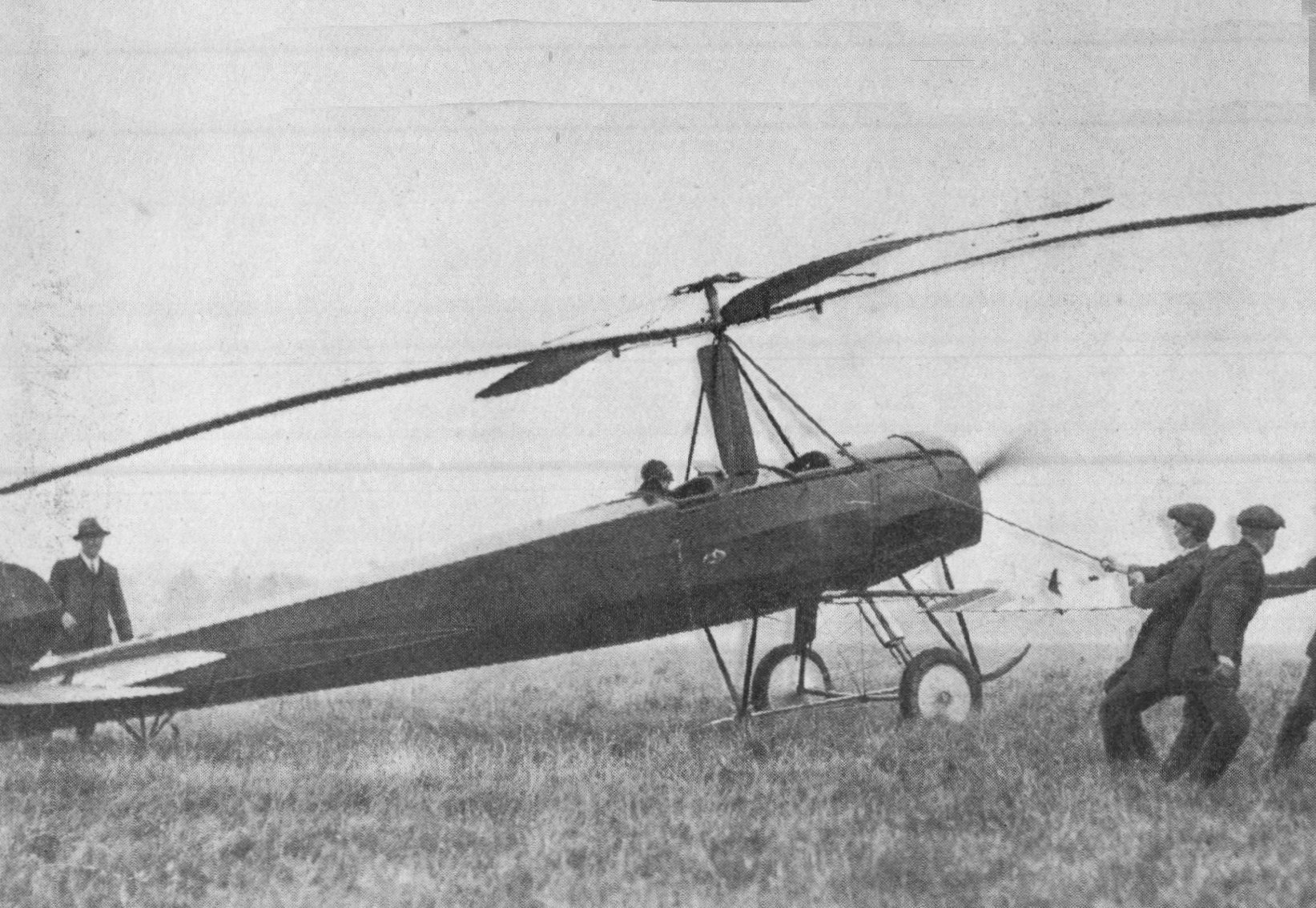
Le C-6 de Juan de la Cierva (1925).

L'autogire a été inventé en 1923 par un ingénieur espagnol, Juan de la Cierva. Le premier vol de l'autogire aura lieu en Espagne à Getafe le 9 janvier 1923,. Ses trois premiers appareils manquaient de stabilité. Ils s'inclinaient trop au décollage et cassaient leurs pales. Son quatrième modèle, l'autogire C-4, était plus perfectionné. Le 31 janvier 1923, piloté par Alejandro Gomez Spencer, avec un vol de quatre kilomètres effectué en 3 min 30 s. En démonstration en Angleterre en 1925 devant un groupe d'officiers, il impressionna par son comportement et sa maniabilité. Le 18 septembre 1928, Juan de la Cierva traverse la Manche avec le CL8. En 1930, l'autogire évolue avec un système d'embrayage pour entrainer l'hélice supérieure : le modèle Cierva C.30 permet pour la première fois de décoller à vitesse zéro. Plusieurs dizaines d'exemplaires seront commandés par la Royal Air Force en Grande-Bretagne, et en France par l'armée de l'air et l'Aéronavale. La version fabriquée sous licence en France par Lioré et Olivier (LeO C-30) est équipée du moteur Salmson 9Ne, particulièrement fiable et performant, et sera améliorée sous l'appellation LeO C.301 et C.302.
En 1927, le Français Lucien Chauvière conçoit un autogyre, le gyroptère Chauvière.
En 1928, Harold Pitcairn, un Américain, rachète l'entreprise de Cierva. Pitcairn emploie alors un système à quatre pales pour le rotor et propose deux moteurs, 300 ou 420 ch, pour ses autogires PCA-2. Le premier Pitcairn-Cierva PCA-1 vole pour la première fois en 1929 et sera bientôt suivi par une version fortement améliorée : le PCA-2. En avril 1931, le PCA-2 devient le premier aéronef à voilure tournante homologué pour une utilisation commerciale aux États-Unis.

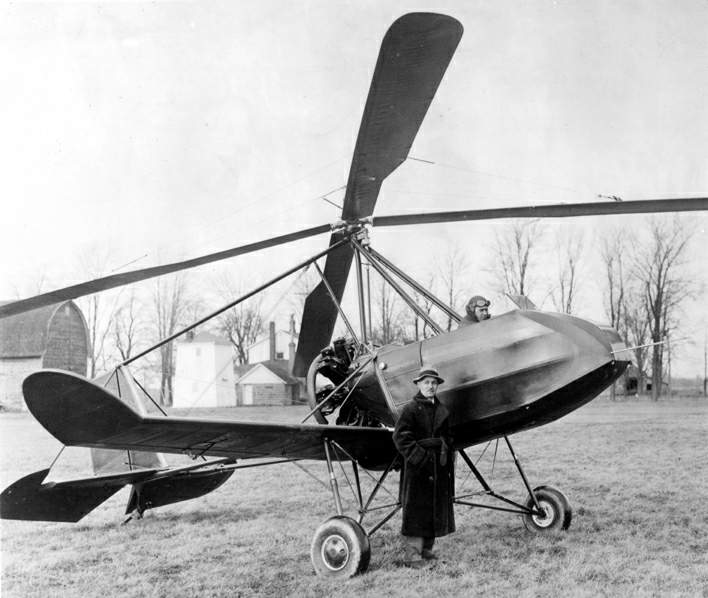
Étienne Dormoy devant son Buhl A-1 autogire à moteur propulsif arrière (1931).

La Buhl Aircraft Company produit le Buhl A-1, premier autogire d'observation aérienne à hélice propulsive et moteur arrière(moteur derrière l'opérateur pilote et la caméra), conçu par le français Étienne Dormoy. Le Buhl A-1 fait son vol inaugural le  15 décembre 1931.
En 1931, à Barcelone, le marquis Pateras-Pescara présente un hélicoptère muni d'une hélice tractive et pouvant fonctionner en autogire.
À la suite d'essais menés à Mourmelon en 1934, le rapport du général français Tribout estime que « l'appareil est à même de remplir les missions d’artillerie actuellement confiées à l’aéroplane et au ballon. [...] Il parait certain que les missions d’artillerie seront mieux et plus aisément remplies par l’autogire que par un avion ordinaire ».
À la fin des années 1930, l'autogire était parfaitement au point ; par exemple, ce sont des Kellet KD.18 qui, à partir de 1939, assuraient le transport du courrier entre Philadelphie et Camden. L'US Navy utilisait le Pitcairn P.A. 35 pour les missions d'observation. L'armée française déployait quant à elle une cinquantaine de Liore et Olivier LeO C-301. Ces appareils avaient des vitesses comprises entre 30 et 210 km/h. Dès le début de la Seconde Guerre mondiale, l'autogire fut abandonné : à cause de sa lenteur il était trop vulnérable face aux chasseurs ennemis.
Le Focke-Achgelis Fa 330 est un petit appareil (sans moteur) démontable de 73 kg. Cet appareil a été fabriqué en Allemagne pendant la Seconde Guerre mondiale. Il a été conçu pour fournir une plateforme élevée d'observation pour une personne tout en étant remorqué derrière un sous-marin. L'autogire est fixé au sous-marin par un câble en acier. Un pilote observateur prend place à bord, équipé de jumelles longues portées qui lui permettent de voir par temps clair à 40 km et d'un téléphone par câble. Le pilote est tracté par le sous-marin à une altitude de 100 à 150 mètres. En cas de danger, les pales sont éjectées (comme sur le Kamov Ka-50 d'aujourd'hui) et l'observateur peut effectuer un saut en parachute, le sous-marin plonge et récupère le pilote un peu plus tard, une fois la menace passée.
En 1953, Igor Bensen forma sa propre compagnie de fabrication d'autogires. Le premier autogire était le modèle B-7 présenté en 1955. Il fit fabriquer un fuselage tubulaire en aluminium, avec des pales de rotor en bois. Il était motorisé par un moteur à deux temps Nelson de 42 ch, monté dans une position propulsive derrière le pilote. Bensen s'inspire du rotor dont est doté l'hélicoptère Bell 47 qui est un rotor bipale libre en battement uniquement autour d'un axe central horizontal. Cet appareil a volé pour la première fois le 6 décembre 1955. Ceci a été suivi le 8 juillet 1957 par le premier B-8M (M = motorisé) et du début de production du B-8M, le 9 octobre 1957. Le B-8M a été doté d'un moteur McCulloch de 72 ch. Les options incluaient un moteur McCulloch de 90 ch et une commande mécanique de rotor permettant à l'autogire de faire des débuts de saut. Une version à flotteurs du B-8M a été connue en tant qu'« hydro-copter ». La production de l'autogire de Bensen a continué jusqu'en 1987.

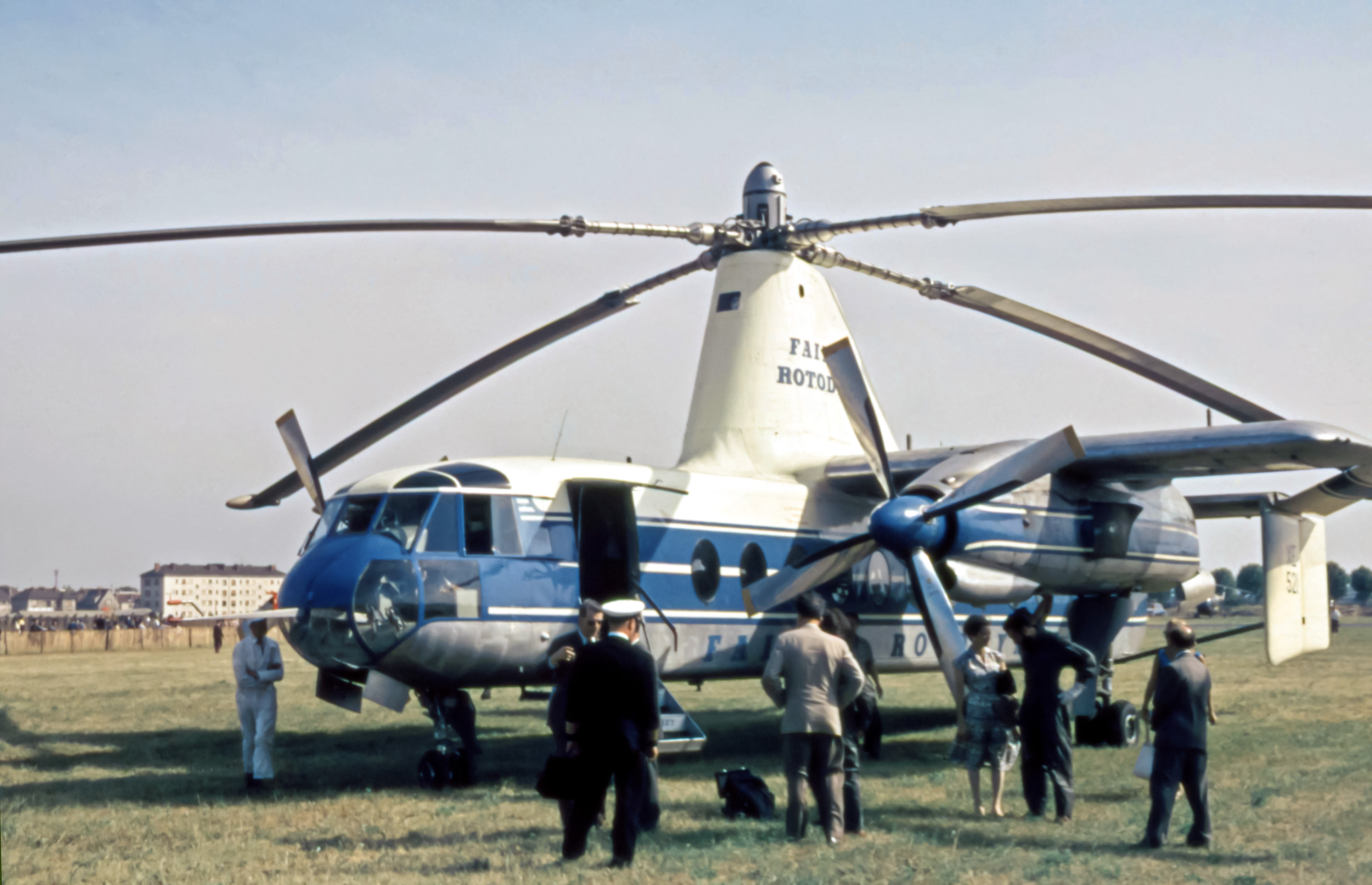
Le Fairey Rotodyne (1957).

En 1957, a lieu le premier vol du Fairey Rotodyne britannique, prototype d'un autogire de transport de 48 places. Spécialement développé par Fairey Aviation Company pour les liaisons de ville à ville et les applications militaires, il était muni de plans fixes horizontaux courts et était propulsé par deux turbopropulseurs. Au décollage et à l'atterrissage, il prenait une configuration d'hélicoptère, son rotor étant alors mû par des jets en bout de pales. Le décollage et l'atterrissage étaient alors verticaux. Avec une vitesse de croisière de 370 km/h, une sécurité bien supérieure à celle d'un hélicoptère et une consommation moindre, ses performances étaient tout à fait remarquables. Le projet a été stoppé en 1962.
Depuis 1967, l'italien Vittorio Magni a développé une gamme complète d'autogires monoplaces et biplaces. L'usine d'autogires de Magni est située à Besnate, en Italie. À l'été 2018, plus de 1 150 autogires avaient été vendus par Magni dans le monde, compris dans une gamme de quatre modèles différents, dont trois biplaces et un monoplace. La réussite des machines de Magni a relancé le mouvement autogire, et surtout les appareils biplaces, dès les années 1980. Ces appareils étaient différents des autres en apparence et surtout des modèles de Bensen. Les modèles de Magni sont carénés et beaucoup moins spartiates que ceux de Bensen.
Extrêmement doux et stable comme un avion, le Xenon représente la nouvelle génération, construit à partir de matériaux composites qui rendent l'appareil plus confortable. Il est aussi muni d'un caisson central regroupant toutes les commandes de vol. La propulsion s'effectue grâce au moteur Rotax 912 4-temps, d'une puissance de 122 ch,.

## Mécanique du vol
On distingue trois parties importantes à considérer sur un autogire : 
- le rotor principal ; le disque rotor doit présenter un angle d'incidence positif pour fournir la portance nécessaire ;
- le chariot, qui contient quasiment toute la masse de la machine ;
- l'hélice entraînée par un moteur, qui fournit la poussée.

### Manœuvrabilité
Il existe trois types de décollages possibles selon le type d'autogire.
- La méthode traditionnelle sans prélanceur, tels qu'étaient les premiers autogires jusqu'à celui de Bensen. L'autogire décolle comme un avion, c'est-à-dire qu'il prend de l'élan au sol, le vent relatif permet au rotor de prendre de la vitesse, quand la vitesse du rotor approche les 350 tr/min à environ 40 km/h, l'autogire décolle comme un avion sur une distance relativement longue.
- La méthode plus récente, avec un prélanceur de rotor électrique, mécanique ou hydraulique qui consiste à lancer le rotor à 250 à 350 tr/min de façon à permettre une distance de décollage très courte. Le prélanceur n'est utilisé qu'au sol.
- La dernière méthode est utilisée sur des autogires très perfectionnés à contrôle collectif de pas : un prélanceur très puissant permet de lancer le rotor à environ 500 tr/min, parfois le rotor est lesté pour augmenter son inertie (on parle alors d'autogire « sauteur »). Lorsque le rotor est lancé, on le débraye, puis le contrôle de pas collectif permet un décollage relativement brusque et une élévation d'une trentaine de mètres d'altitude suivie immédiatement de la translation pour entretenir la rotation du rotor de façon traditionnelle.

En vol, pour monter, on bascule la tête du rotor vers l'arrière pour augmenter son angle d'incidence. Une autre solution consiste à augmenter la vitesse de rotation du rotor à incidence constante. Inversement, pour descendre, on bascule la tête du rotor vers l'avant pour diminuer son angle d'incidence, mais tout en veillant à ce que cet angle reste positif. On peut aussi abaisser la vitesse du rotor à même incidence. Pour virer, on agit sur la dérive dans le sens voulu, il est nécessaire de pencher le rotor dans le même sens que la dérive. Deux nouvelles forces apparaissent, « Fv » la force du virage et « Fc » la force centrifuge. Il en résulte une inclinaison de l'appareil.
Pour le vol en descente sans propulsion (par exemple, lorsque le moteur est défaillant), on incline fortement le rotor vers l'avant pour obtenir un angle d'incidence proche de celui utilisés en descente. Une traction T est générée qui entretient la vitesse de l'appareil.

### Principes à propos du rotor
Le rotor est constitué d'au moins deux pales dont la géométrie du profil, s'il est alimenté par un vent relatif, est caractérisée par une « résultante avant ». C'est ce qui permet au rotor libre de se mouvoir dans le bon sens d'une part, et d'autoalimenter sa rotation d'autre part. C'est l'auto-rotation. En théorie, la rotation devrait s'autoalimenter vers l'infini, mais la traînée générée par le rotor en constitue un « frein » majeur.
1. À vitesse constante, toute augmentation de l'angle d'incidence engendre un accroissement de l'intensité de portance et inversement.
2. À incidence constante, toute augmentation de la vitesse d'écoulement du vent relatif augmente la valeur de l'intensité de la portance et inversement.

Avec un profil constant de pale en rotation, plus on s'éloigne du moyeu, plus la vitesse circonférencielle augmente ; chaque portion de pale a une portance supérieure à la portion précédente. Par exemple, le bout extérieur de chaque pale peut avancer à 300 km/h autour de l'axe : avec un vent relatif de 100 km/h, le bout de la pale dite « avançante », se déplace dans l'air à 400 km/h  (300 + 100) alors que le bout de la pale dite « reculante » se déplace à 200 km/h  (300 - 100).
L'augmentation de la portance vers l'extérieur du rotor provoque une conicité du plan tournant (la pale commence par se porter elle-même avant de porter la cellule). La conicité du plan tournant provoquait une flexion importante en pied de pale (près du moyeu) celle-ci pouvant entraîner la rupture (Juan de la Cierva l'a appris à ses dépens avec ses premières machines). Pour éviter la casse ou le basculement de la cellule, chaque pale fut alors montée sur un axe dit « articulation de battement » qui permet l'équilibrage par autorégulation des poussées.
La pale avançante, plus rapide, a une portance supérieure à la pale reculante. Étant plus portante, elle « monte » alors en pivotant vers le haut autour de l'articulation de battement. Quand la pale pivote vers le haut, son angle d'incidence diminue, et de ce fait, sa portance diminue. La pale reculante, plus lente, a une portance inférieure à l'avançante. Étant moins portante, elle « descend » alors en pivotant vers le bas sur l'articulation de battement. Quand la pale « descend », son angle d'incidence augmente, et de ce fait, sa portance augmente. Une butée limite l'abaissement de la pale à l'horizontale, perpendiculairement à l'axe de rotation. Grâce à l'articulation de battement, la portance des deux pales est équilibrée et quasi constante et la rotation quasi régulière en fonction de l'équilibrage massique de l'ensemble.

### Caractéristiques particulières
Les autogires ne décrochent pas, ils ne peuvent pas perdre brutalement leur portance. Ils ne peuvent pas non plus partir en vrille (la vrille survient lorsqu'une aile seulement décroche). Néanmoins, même si les autogires ont la réputation d'être très stables, il existe quelques situations qui sont souvent fatales à l'appareil :
- influence du facteur de charge : à chaque augmentation du facteur de charge (perturbation, montée, descente, virage) correspond une accélération du régime rotor, le contraire se produit pour une diminution du facteur de charge. Celle-ci n'est que temporaire et ne dure que le temps de cette variation. Cependant une variation du régime rotor trop importante peut entraîner le rotor en battement. Il risque de percuter l'hélice ou la dérive, ou même de se détruire. Ce phénomène peut se produire au sol, si le pilote cherche à décoller alors que le régime rotor est trop faible (moins de 100 à 120 tr/min) ;
- balancement de l'autogire : la portance n'étant pas appliquée au centre du rotor mais bien au-dessus, il arrive parfois lors de perturbations que l'appareil se balance comme un pendule. Un pilote inexpérimenté peut être tenté de le contrer avec le manche. Il ne fait qu'entretenir ces oscillations qui finissent par renverser l'appareil alors qu'elles auraient cessé naturellement si aucune manœuvre n'avait été entreprise.

La seule manœuvre interdite en autogire est la plongée brutale et en général les « g négatifs » : en effet, dans cette configuration, le rotor n'est plus entraîné par le vent relatif, sa vitesse de rotation et par conséquent sa portance, chutent très rapidement et l'accident est pratiquement inévitable si cela survient à basse altitude.

### Motorisation
La puissance des moteurs sur les autogires ULM se situe majoritairement entre 50 et 120 ch, 122 ch/90 kW/450 kg au décollage étant le maxi autorisé pour un autogire ULM biplace.
La majeure partie des autogires actuels est propulsée par des moteurs à combustion interne à deux temps ou à quatre temps. En altitude, la pression atmosphérique s'abaisse, cela entraîne très vite des problèmes sur les moteurs non compensés. Pour pallier ce problème, les carburateurs sont équipés de correcteurs altimétriques pour maintenir une richesse à peu près constante. Les moteurs à deux temps sont de conception plus simple et plus légers qu'un moteur à quatre temps, mais leur consommation est beaucoup plus importante, le bruit peu agréable et la fiabilité très inférieure. Cependant, l'adoption de l'injection électronique sur certains moteurs (Hirth) a permis de réduire considérablement cette surconsommation à environ 20 % et a amélioré la fiabilité.
Les moteurs à quatre temps trouvent de la puissance et du couple à bas régime, leur durée de vie est donc accrue, et ils consomment moins de carburant, mais ils sont généralement moins puissants pour une même cylindrée, et plus lourds. De nouveaux moteurs à quatre temps modernes (à injection) issus de l'automobile (Ecoyota) ou de la moto (Vija) font peu à peu leur apparition et concurrencent le très coûteux et assez ancien Rotax 914 qui régnait jusqu'ici sur la catégorie des autogires biplaces.
Le surcroît de puissance nécessaire par rapport à celle d'un avion ULM trois axes est justifié par la plus grande traînée d'un autogire. Une puissance «suffisante» sur un autogire étant plus un facteur de sécurité que de vitesse, leur vitesse maxi n'étant quasiment jamais supérieure à 150 km/h, alors que certains ULM 3-axes bien profilés peuvent dépasser les 250 km/h avec un moteur de 100 ch.

## Applications civiles et militaires
Dès les années 1940, les Allemands ont réalisé un « giroglider » (autogire sans moteur), le Focke-Achgelis Fa 330 Bachstelze, tracté par un sous-marin, qui pouvait observer l'horizon et prévenir l'arrivée de navires ennemis. Les porte-avions américains disposaient d'autogires, ils furent vite remplacés par l'hélicoptère, qui pouvait repêcher plus facilement les personnes à la mer grâce au vol stationnaire. Aujourd'hui[Quand ?], l'armée américaine s'intéresse au faible coût de fabrication et de consommation des autogires.
Les autogires peuvent être utilisés pour la surveillance de certains sites, comme les forêts pour éviter les incendies, la recherche de personnes disparues, les déplacements privés. Par exemple, la surveillance des Jeux olympiques d'hiver de 2002 de Salt Lake City a été réalisée par un autogire, le Hawk 4 (de la firme AAI, une filiale du groupe américain GBA - Groen Brothers Aviation (en)), cet appareil a été préféré à un hélicoptère traditionnel pour son faible coût de production et d'utilisation. Le Groen Hawk 6G est un Cessna Skymaster (avion utilisé durant la guerre du Viêt Nam) qui a été transformé en autogire, cet appareil dispose d'une turbine Rolls-Royce 250 de 420 ch. Il peut décoller verticalement et dispose d'une grande capacité de chargement
Le constructeur américain American Autogiro Inc. a produit en 2003 un nouvel autogire de surveillance notamment dans la protection anti-terroriste, le Sparrow Hawk. Carter Aviation Technologies, un autre fabricant, travaille en collaboration avec la NASA ; la firme a réalisé un ingénieux prototype, le Mu-1, qui dispose d'une voilure fixe comme un avion et d'un rotor. Le groupe américain Boeing a réalisé un autogire militaire, cet appareil n'a pas de pilote, il dispose d'un rotor très spécifique permettant la mise en stationnaire de l'autogire. La firme prévoit une version qui posséderait un pilote humain.

## Galerie

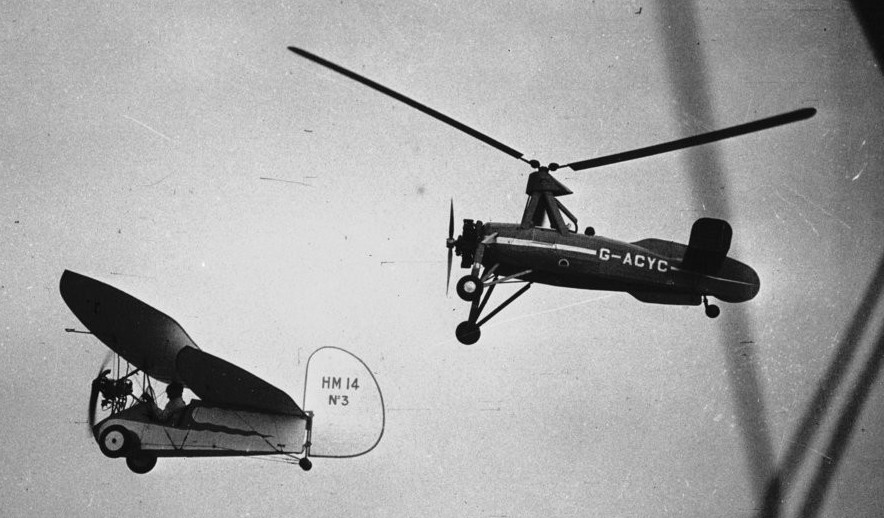
Autogire de Juan de la Cierva et Pou-du-ciel.
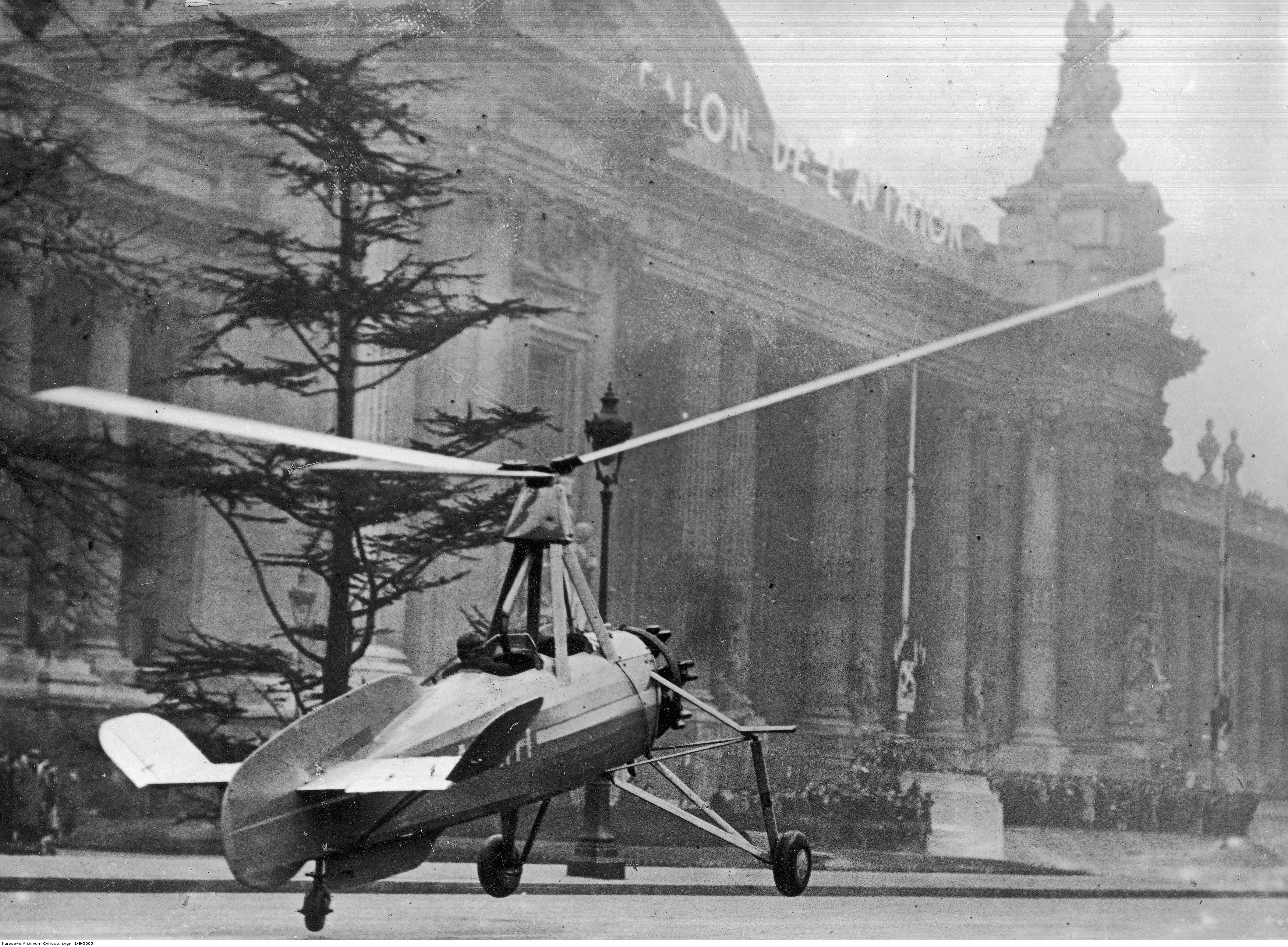
Le même lors du salon de l'aviation de Paris 1934.

## Filmographie
Un autogire appelé « Petite Nellie » est utilisé dans le film de James Bond On ne vit que deux fois. Cet autogire, livré en kit par « Q » dans quatre valises, est monté en peu de temps sous les yeux éberlués des services secrets japonais alors convaincus de leur avance technologique.
Un autogire est aussi utilisé par un des personnages du monde post-apocalyptique du film australien Mad Max 2, ou encore dans Le Château de Cagliostro, un film d'animation de Hayao Miyazaki et dans le film de Frank Capra New York-Miami (It Happened One Night), sorti en 1934.

## Jeux vidéo et fiction
On peut également piloter des gyrocoptères dans certains jeux, notamment dans Pilotwings 64, Far Cry 4 ainsi que Just Cause.
Dans le monde imaginaire de Warhammer, les nains utilisent des hélicoptères appelés « gyrocoptères ».
Dans le monde imaginaire de Warcraft, les gnomes inventent dans Warcraft II des machines volantes qui ressemblent à des gyrocoptères. Dans Warcraft III: Reign of Chaos, les nains les reprennent à leur compte et les renomment « gyrocoptère ». Dans Warcraft III: The Frozen Throne, leur conception est améliorée et l'unité redevient une machine volante. Les univers dérivés de Warcraft, tels que DotA et League of Legends en contiennent également, tout comme, plus généralement, les univers Fantasy low tech (comme Mad Max).